# Mariakapel (Westelbeers)
De Mariakapel is een kapel in Westelbeers in de gemeente Oirschot in de Nederlandse provincie Noord-Brabant. De kapel staat bij de Groote Beerze waar de Kapeldijk uitkomt op de Spreeuwelsedijk om daar de beek over te steken. Hier was er vroeger een oude oversteekplaats over de beek in de weg van Diessen naar Hapert, op minder dan twee kilometer van de plek waar verschillende gemeentegrenzen samenkwamen: de grenzen van de gemeenten Diessen (nu Hilvarenbeek), Hapert (Casteren), Bladel (Netersel) en Hilvarenbeek (Esbeek).
De Mariakapel is gewijd aan Onze-Lieve-Vrouw van Scherpenheuvel en is een rijksmonument.

## Geschiedenis
Wanneer de allereerste kapel gebouwd is is onbekend, maar er moet reeds in 1621 een kapel zijn geweest. Op 1 maart 1621 legden de 62-jarige Willem Adriaans de Cort (oud-burgemeester van Westelbeers) en de 56-jarige Jacob Peters van Huygevoort (burgemeester en eerder Heiligegeestmeester van Westelbeers) voor de Bossche notaris Peter van Leeuwen namelijk een verklaring af, waarin stond:

... een capelleken of huysken aldaer, daerinne wort gehouden memorie van Onse Lieve Vrouwe ende Sint Job, d'welck teenemael in den gront was bedorven van de rebellen van syne conincklyke maiesteyt ende daernae weder opgericht

Genoemde verwoesting vond waarschijnlijk in 1580 plaats, tijdens de Tachtigjarige Oorlog.
In 1637 werd er hier een stenen kapel gebouwd, getuige de achterwand van de kapel waarin het bouwjaar is ingemetseld. Waarschijnlijk is dit gebeurd naar aanleiding van de pestepidemie die de Beerzen zwaar trof. Toen is ook de traditie van de Beerse bedevaart naar Scherpenheuvel begonnen.
Het kapelletje is, na de Vrede van Münster in 1648, met rust gelaten. Het werd vermeld in 1651 als onse lieve vrouwe huysken en in 1742 werd nog met zorg gewag gemaakt van een zogenoemd heylig huysken, op de wyse als in de landen, daer Rome praedominant is. Het is onduidelijk waarom dit kapelletje niet, als zovele andere, gesloten werd.
In de 19e eeuw is de kapel helemaal, herbouwd. In latere perioden is het kapelletje meermaals opgeknapt.
In 1937 werd de kapel voorzien van een torentje met een klokje op kosten van Sjef Liebrechts, de hoofdbroedermeester van de Beerse processie naar Scherpenheuvel. Deze toren was ontworpen door architect Jos. Bedaux.
Tot aan de Tweede Wereldoorlog stond er in de kapel een aangekleed houten beeldje. Met de bevrijding lag het front van de troepen enige tijd door Westelbeers, waardoor de boerderij waar de kleren bewaard werden onder vuur is gekomen en de kleren zijn verbrand. Tevens was het houten beeldje zodanig vermolmd dat een restauratie niet goed meer mogelijk was. Men heeft toen in Scherpenheuvel een nieuw beeldje van gebakken klei gehaald met een hoogte van 30 centimeter. Deze werd spoedig gestolen, waarna wederom zo'n beeldje in Scherpenheuvel werd gehaald.
Rond 1980 werd de kapel gerestaureerd.

## Opbouw
De georiënteerde witgeschilderde kapel is opgebouwd uit een eenvoudige rechthoekige cel met tegen de zuidzijde een kleine klokkentoren met galmgaten en een zadeldak. Ook de kapel zelf heeft een zadeldak tussen twee topgevels. De cel en het torentje zijn beide gedekt met pannen. Het torentje heeft een mechanisch torenuurwerk.

## Gebruik
De kapel wordt vooral gebruikt door de inwoners van Westelbeers, Middelbeers, Oostelbeers, Diessen, Casteren en Netersel in met name mei en oktober. Op 1 mei wordt onder leiding van de pastoor met een viering de meimaand geopend. De kapel is altijd beschouwd als gelieerd aan de Beerse processie naar Scherpenheuvel. Er zijn geen georganiseerde bedevaarten bekend die naar de kapel gingen.